# Estero de Punta Banda
El Estero de Punta Banda es un humedal considerado sitio Ramsar ubicado en el municipio de Ensenada en el estado de Baja California en México.

## Ecosistemas
Dentro de su territorio de 2,393 hectáreas se distinguen diversos microecosistemas como por ejemplo dunas costeras, pantanos lodosos, canales de marea y zonas de pastos marinos.